# Ratko Janev
Ratko Janev (macédonien : Ратко Jанев), né le 30 mars 1939 à Sandanski et mort le 31 décembre 2019 à Belgrade, est un physicien nucléaire serbe, membre de l'Académie macédonienne des sciences et des arts.

## Biographie
Ratko Janev est né le 30 mars 1939 à Svéti Vrach, en Bulgarie. Durant sa jeunesse, il émigre en Yougoslavie, reçoit son diplôme de la High School de université de Skopje en 1957 et continue ses études à l'université de Belgrade, où il reçoit un PhD en 1968. À partir de 1965, il est associé de l'Institut des sciences nucléaires de Vinča. En 1986, il devient chef de section de l'Unité atomique et moléculaire de l'Agence internationale de l'énergie atomique à Vienne. Il a également enseigné la physique à l'université Saints-Cyrille-et-Méthode de Skopje et à  l'université de Belgrade.
Janev est membre de l'Académie macédonienne des sciences et des arts. En 2004, il a été récompensé par la Fondation Alexander-von-Humboldt  pour son projet "Modelling and Diagnostics of Fusion Edge/divertor plasma", destiné à comprendre le comportement des plasmas froids dans les réacteurs à fusion nucléaire.

## Publications
- S.B. Zhang, J.G. Wang, and R.K. Janev, Phys. Rev. Lett. 104, 023203 (2010).
- Y.K. Yang, Y. Wu, Y. Z. Qu, J.G. Wang, R. K. Janev, et S.B. Zhang, Phys. Lett. A 383, 1929 (2019).
- J. Li, S. B. Zhang, B. J. Ye, J.G. Wang, et R.K. Janev, Physics of Plasmas 23, 123511 (2016).
- R.K. Janev, S. B. Zhang, and J.G. Wang, Matter and Radiation at Extremes 1, 237 (2016).
- R.K. Janev, Atomic and molecular processes in fusion edge plasmas (Springer Science, 2013).
- S.L. Zeng, L. Liu, J.G. Wang, et R.K. Janev, Journal of Physics B-Atomic Molecular and Optical Physics 41, 135202 (2008).
- Y.Y. Qi, J.G. Wang, and R.K. Janev, Phys. Rev. A 78, 062511 (2008).
- Atomska fizika (Atomic physics), 1972
- (avec L. Presnyakow et W.Schewelko) : Physics of highly charged ions, 1985
- (avec Detlev Reiter) : « Unified analytic representation of hydrocarbon impurity collision cross sections », in Journal of Nuclear Materials, 2003
- Atomska fizika (Atomic physics), MANU, Skopje, 2012.
- Atomic_and_plasma_material_interaction[5]
- Collision Processes of Hydrocarbon Species in Hydrogen Plasmas